# Felipe Celli
Felipe Celli (Villa Dolores, Córdoba) fue un político perteneciente a la Unión Cívica Radical y referente del radicalismo en la provincia, fue Intendente de Villa Dolores, Senador Provincial y senador Nacional con el regreso de la democracia.

## Biografía[1]
Felipe Celli nació en la ciudad de Córdoba, estudió derecho y se graduó de abogado en la Universidad Nacional de Córdoba y siendo muy joven se afilió a la Unión Cívica Radical. Se radicó en la ciudad de Villa Dolores del departamento San Javier en la provincia de Córdoba, en el año 1955 fue elegido como Intendente de esa localidad donde solo fue ejerció el mandato por seis días desde el 4 de junio hasta el 10 de junio. En 1962 resultó elegido Senador Provincial por el departamento San Javier pero no asumió ya que las elecciones fueron anuladas por Decreto del Poder Ejecutivo Nacional el día 26 de abril. Al año siguiente el gobierno volvió a llamar a elecciones donde nuevamente resultó Senador de la Provincia de Córdoba por la octava sección, asumió el 12 de octubre de 1963 pero debió dejar su banca el 28 de junio de 1966 tras el golpe de Estado de aquel año.

### Presidente de la UCR de Córdoba y Candidato a Vicegobernador
El 9 de enero de 1966, meses antes del golpe de Estado, Felipe Celli fue nombrado presidente del comité central de la provincia de Córdoba cargo que ejercería hasta el 21 de mayo de 1972 cuando lo remplazaría Eduardo Angeloz.
En 1972 se le da la candidatura a gobernador a Victor Martínez, quien había sido intendente de la ciudad de Córdoba (1963-1966) y le propone a Celli que fuera su candidato a vicegobernador para las Elecciones en la provincia de Córdoba 1973, el cual acepta. La fórmula Martinez-Celli quedó en segundo lugar en las elecciones de marzo y en la segunda vuelta el 15 de abril.

### Senador Nacional
Con el regreso de la democracia Felipe Celli es electo Senador Nacional por Córdoba en las Elecciones al Senado de Argentina 1983, cargo que asumió el 29 de noviembre de 1983 y finalizó el 9 de diciembre de 1986.

## Elecciones
Elección a gobernador del 11 de marzo de 1973
| Fórmula | Fórmula                                    | Partido                                                       | Votos   | Porcentaje |
| ------- | ------------------------------------------ | ------------------------------------------------------------- | ------- | ---------- |
|         | Ricardo Obregón Cano Hipólito Atilio López | Frente Justicialista de Liberación                            | 504.786 | 44,2 %     |
|         | Víctor Martínez Felipe Celli               | Unión Cívica Radical                                          | 493.683 | 43,1 %     |
|         | Norberto Agrelo Luis Atala                 | Alianza Popular Federalista Partido Federal-PDP-Unión Popular | 72.185  |            |
|         | Francisco Yunyent Ricardo Martorelli       | Alianza Popular Revolucionaria PI-PRC-PCA-Udelpa              | 24.525  |            |
|         | Luis Rampone Jorge Zarazaga                | Alianza Republicana Federal- Partido Demócrata                | 22.781  |            |
|         | Jorge Juárez Dover Álvaro Estévez          | Nueva Fuerza                                                  | 15.871  |            |
|         | Jorge Orgaz Alberto Orlandini              | Partido Socialista Democrático                                | 7.437   |            |
|         | José Francisco Páez María González         | Partido Socialista de los Trabajadores                        | 6.859   |            |
|         | Silvio Mondazzi Víctor Saiz                | Frente de Izquierda Popular                                   | 5.154   |            |

Balotaje del 15 de abril de 1973 
Como la fórmula ganadora no logró sacar el mayor porcentaje (50 %), se debió ir a un balotaje (segunda vuelta) previsto para el día 15 de abril entre la fórmula del FREJULI (Obregón Cano-López) y la fórmula de la UCR (Martínez-Celli). En la primera vuelta la fórmula Martínez-Celli había sido vencida por una diferencia mínima de solo el 1,1 % (11.103) de los votos.
| Fórmula | Fórmula                                    | Partido                            | Votos   | Porcentaje |
| ------- | ------------------------------------------ | ---------------------------------- | ------- | ---------- |
|         | Ricardo Obregón Cano Hipólito Atilio López | Frente Justicialista de Liberación | 608.826 | 53,84 %    |
|         | Víctor Martínez Felipe Celli               | Unión Cívica Radical               | 522.273 | 46,16 %    |